# جاده ۴۱ (ایران)
جاده ۴۱ در جنوب غربی ایران و در استان پهناور خوزستان واقع شده‌است. این جاده از شهر خرمشهر شروع شده و تا شهرستان اهواز ادامه پیدا می‌کند و از آنجا هم به دزفول می‌رسد.

طول این جاده از ابتدا تا انتها 366km یا 227mi می‌باشد.